# Gamawa
Gamawa è una città della Repubblica Federale della Nigeria appartenente allo Stato di Bauchi. 
È il capoluogo dell'omonima area a governo locale (local government area) che si estende su una superficie di 2.925 km² e conta una popolazione di 286.388 abitanti.